# Józef Dzieżyc
Józef Dzieżyc (ur. 14 marca 1921 w Kaziuliszkach, zm. 22 grudnia 2000 w Krakowie) – polski agrotechnik specjalizujący się w nawadnianiu roślin i ich uprawie, wieloletni nauczyciel akademicki i rektor Akademii Rolniczej we Wrocławiu w 1981 roku.

## Życiorys
Urodził się w 1921 roku w Kaziuliszkach (województwo nowogródzkie), w rodzinie rolniczej. Kształcił się kolejno w gimnazjum ogólnokształcącym, liceum pedagogicznym, a następnie rosyjskiej szkole średniej uczęszczał w Szczuczynie Nowogródzkim. Po wybuchu II wojny światowej pracował jako nauczyciel w polskiej, a potem białoruskiej szkole podstawowej w Psiarcach. W 1942 roku wstąpił do Związki Walki Zbrojnej Armii Krajowej w obwodzie Szczuczyn Nowogródzki, uczestnicząc w wielu niebezpiecznych akcjach. W latach 1944–1946 pracował ponownie w polskiej szkole, która wkrótce po zmianie granic państwowych w 1945 roku została zamieniona w białoruską oraz w Polskim Urzędzie Repatriacyjnym.
W 1946 roku przeprowadził się do Wrocławia. Podjął tutaj studia na Wydziale Rolniczym Uniwersytetu i Politechniki, które ukończył w 1951 roku, otrzymując dyplom inżyniera i magistra nauk agrotechnicznych w zakresie uprawy roli i roślin. W tym samym roku został zatrudniony na stanowisku asystenta, a już rok później awansował na stanowisko starszego asystenta w Katedrze Ogólnej Uprawy Roli i Roślin Wydziału Rolniczego. Jednocześnie kontynuował studia doktoranckie, uzyskując w 1954 roku stopień naukowy doktora nauk rolno-leśnych na podstawie rozprawy zatytułowanej Wpływ roślinności strukturotwórczej na przemiany niektórych grup związków azotowych w glebie, której promotorem był prof. dr hab. Bolesław Świętochowski. Uzyskanie nowego tytułu wiązało się z awansem na stanowisko adiunkta. Kolejno w 1957 roku został docentem, a w 1964 roku doktorem habilitowanym po obronieniu pracy Rejonowość uprawy zbóż, okopowych oraz koniczyny i lucerny na Śląsku w latach 1914–1957. Kulminacyjnym momentem w jego karierze naukowej było otrzymanie w 1973 roku tytułu profesora zwyczajnego.
Brał aktywny udział w zarządzaniu wrocławską Akademią Rolniczą, piastując na niej szereg funkcji. W latach 1961–1965 był kierownikiem Ośrodka Postępu Technicznego w Rolnictwie przy Wyższej Szkole Rolniczej we Wrocławiu. W 1961 roku objął kierownictwo Katedry Rolniczego Użytkowania Terenów Zmeliorowanych na Wydziale Melioracji Wodnych, którą zorganizował od podstaw. Funkcję tę sprawował nieprzerwanie do 1970 roku. Ponadto w latach 1962–1965 piastował urząd prodziekana Wydziału Melioracji Wodnych. Na stanowisko prorektora ds. Rolniczych Zakładów Doświadczalnych wybrano go w 1965 roku i pełnił je do 1969 roku, kiedy został prorektorem ds. nauki. W latach 1970–1982 był dyrektorem Instytutu Rolniczych Podstaw Melioracji Akademii Rolniczej we Wrocławiu, a od 1982 do 1991 kierownikiem Katedry noszącej tę samą nazwę. W 1981 roku został wybrany przez Kolegium Elektorów na stanowisko rektora macierzystej uczelni. Pełnił ją do pierwszych dni stanu wojennego, kiedy w proteście przeciwko jego wprowadzeniu zrezygnował z niego.
Brał udział w pracach wielu komitetów Polskiej Akademii Nauk. Za swoją działalność naukową został wielokrotnie odznaczony  Odznaką Tysiąclecia, Złotym Krzyżem Zasługi oraz Krzyżem Kawalerskim i Oficerskim Orderu Odrodzenia Polski. Za zasługi w walce z okupantem w szeregach AK wyróżniono go przyznanym w Londynie w 1948 roku Medalem Wojska i w 1990 – Krzyżem Armii Krajowej. W 1992 roku Akademia Rolnicza w Lublinie nadała mu tytuł doktora honoris causa. Zmarł 22 grudnia 2000 i został pochowany na cmentarzu Batowickim w Krakowie (kwatera C-LXIV-4-1).

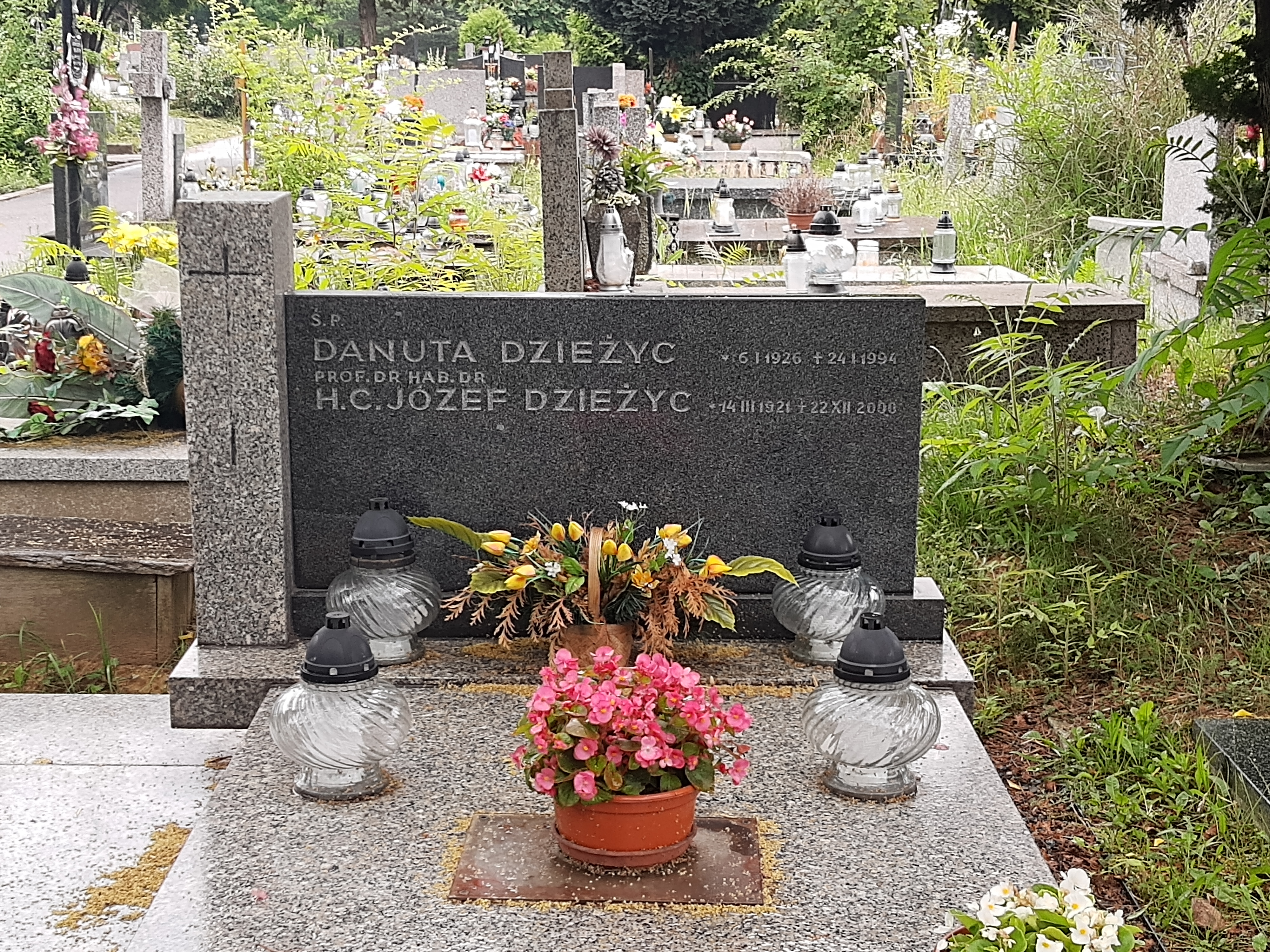
Grób prof. Józefa Dzieżyca

## Wybrane publikacje
- Rolnictwo w warunkach nawadniania, 1988.
- Rolnicze użytkowanie terenów zmelioryzowanych, 1978.